# Култура на Молдова
Културата на Молдова e повлияна предимно от румънския произход на нейното мнозинство, като същевременно е силно свързана със славянското население и малцинството на гагаузите. Традиционните латински корени на румънската култура датира от II век, периода на римската колонизация в Дакия.
През вековете след оттеглянето на Рим през 271 г. населението на региона е повлияно от контактите с Византийската империя, славянските народи, унгарците и по-късно от османските турци. Славянската миграция в региона започва през VI век и продължава постепенно до началото на XIX век. През XIV – XVI век започва период на силно полско влияние, когато Княжество Молдова е свързано с Полша по търговски път и за кратко е васал на кралство Полша.  След XVIII век към региона, който представлява по-голямата част от съвременна Молдова, се насочват няколко вълни на емиграция на поляци. В началото на XIX век в литературата и изкуствата се проявява силно западноевропейско (особено френско) влияние. Получената смесица от влияния създава богата културна традиция. Въпреки че чуждестранните контакти са неизбежна последица от географското местоположение на региона, тяхното влияние само усъвършенства местната жизнена и устойчива култура.
Населението на някогашното Княжество Молдова (1359 – 1859) се е идентифицирало широко като „молдовско“ през XIV век, но продължава да поддържа тесни културни връзки с други румънски групи. След 1812 г. източните молдовци, обитаващи Бесарабия и Приднестровието, са повлияни от славянската култура в периода 1812 – 1917 г., а през 1940 – 1989 г. са под влиянието на СССР.
Географският район, който днес е съвременна Молдова, се е образувал при условията на контакти с източнославянското население, а по-късно е под властта на Османската империя. През 1812 г. територията е освободена от османско владичество и включена в Бесарабската провинция на Руската империя, което оказва голямо влияние върху развитието на културата на региона. След Октомврийската революция през 1918 г. Румъния анексира нацията в продължение на 22 години, а Молдавската автономна съветска социалистическа република се образува на левия бряг на Днестър, в резултат на което стопанството и културата се развиват под силно руско влияние и съветски административен контрол, и повлияни от етническата руска или рускоезична имиграция.
До 1918 г. Бесарабия е един от най-слабо развитите и най-слабо образованите европейски региони на Руската империя. През 1930 г. нивото на грамотност в Молдова е 40%, докато самата Румъния има 38% грамотност според румънското преброяване от 1930 г. Особено нисък е процентът на грамотност при жените, по-малък от 10% през 1918 г., до малко под 50% през 1940 г. Въпреки че съветските власти насърчават образованието, културните връзки на региона с Румъния бавно ерозират поради административната политика. Тъй като много етнически румънски интелектуалци бягат, загиват след 1940 г. или са депортирани по време и след Втората световна война, културният пейзаж на Бесарабия се променя драстично и става по-русифициран.
След 1960 г. съветските власти развиват градски културни и научни институции, които по-късно са заети от руснаци и различни етнически групи от всички краища на Съветския съюз. Голяма част от градската култура идва от Москва, а основно селските етнически румънци изразяват себе си в специфичен фолклор и народно изкуство.